# Дан
Дан је било која од неколико различитих јединица за време. Реч се односи или на период светлости када је Сунце изнад локалног хоризонта или на цео дан који покрива и тамни и светли период.
Дан (старосл. dьnь, од индоевропског корена *din-, с основним значењем: сјај, зрачење) је време за које се Земља једном окрене око своје осе (земљина ротација). У астрономији се то време одређује раздобљем које протече између два узастопна пролазака некога небеског тела кроз исти подневник или меридијан. Ако је то тело Сунце, говори се о сунчаном или соларном дану (синодички дан). Али како су посматрани сунчани дани неједнаког трајања, због елиптичности земљине стазе око Сунца, за астрономски дан узима се средњи сунчани дан. Разлика између средњега сунчаног и правог сунчаног дана изражава се једначином времена. Отклон правог сунчаног дана од средњег има два максимума (+3,8 минута 14. маја и +16,4 минута 3. новембра) и два минимума (–13,4 минуте 12. фебруара и –6,4 минута 26. јула), а подударају се четири пута годишње (16. априла, 14. јуна, 1. септембра и 25. децембра). Право месно време (тп) добија се по једначини времена:
где је: Ts - средње гриничко време (GMT, данас UTC), es - отклон за дати датум (из таблица), а λ - географска дужина.
Временски размак између два узастопна пролазака неке звезде кроз подневник зове се звездани или сидерални дан (сидерички дан); он траје 23 сата 56 минуте.
Месечев или лунарни дан траје 24 сата 50 минута.

## Увод
Различите дефиниције за дан су базиране на привидном кретању Сунца преко неба (соларни дан). Разлог за ово привидно кретање је ротација Земље око своје осе, као и револуција Земље у орбити око Сунца.
Дан, за разлику од ноћи, често се дефинише као период када сунчева светлост стиже до земље, под претпоставком да нема логичких претпоставки. Два ефекта чине да је дан просечно дужи од ноћи. Сунце није тачка, али има привидну величину од око 32 лучна минута. У прилог томе, атмосфера прелама сунчеву светлост на тај начин да један део те светлости стиже до земље чак и када је сунце и даље испод хоризонта за око 34 лучна минута. Тако да прва светлост стиже до земље када је центар сунца и даље испод хоризонта за око 50 лучна минута. Разлика у времену зависи од угла под којим сунце излази и залази, али износи најмање скоро 7 минута.
Стари обичај гласи да нови дан почиње или изласком или заласком Сунца на локалном хоризонту. Тачан моменат, као и интервал између два изласка или два заласка сунца, зависе од географског положаја (географске дужине, као и географске ширине) и дела године.
Константнији дан може да се дефинише Сунцем које пролази кроз локални меридијан, што се дешава у локално подне (виша кулминација) или поноћ (нижа кулминација). Тачан моменат зависи од географске дужине и, у мањим количинама, од дела године. Дужина таквог дана је скоро константна. Овакво време показују сунчани сатови.
Даље побољшање дефинише измишљено средње Сунце које се креће константном брзином преко екватора; брзина је иста као и просечна брзина правог Сунца, али ово уклања варијације током године када Земља прелази орбиту око Сунца.
Земља је током времена имала повећавајуће дуже дане. Првобитна дужина једног дана, када је земља била нова, била је у ствари ближа 23 часа. Овај феномен се јавља због Месеца који успорава Земљину ротацију полако током времена. Због начина на који је секунда дефинисана, средња дужина дана је сада отприлике 86400,002 секунде и повећава се за око 2 милисекунде по веку.

## Цивилни дан
За цивилне сврхе, од средине 19. века када су се усталиле железнице са сталним распоредима вожње, обично време је дефинисано за цео регион базирано на средњем локалном соларном времену код неког централног меридијана. За цео свет, дефинисано је 30 таквих временских зона. Главна је „светско време“ или УТЦ (UTC - Coordinated Universal Time).
Садашња конвенција налаже да цивилни дан почиње у поноћ, што је близу времена ниже кулминације средњег Сунца на централном меридијану временске зоне. Дан се уобичајено дели на 24 сата од 60 минута од којих сваки има по 60 секунди.

## Преступне секунде
Како би се одржао цивилни дан у линији са привидним кретањем сунца, преступне секунде могу да се убацују.
Цивилни дан типично траје 86400 СИ секунди, али ће трајати 86401 s у случају преступне секунде (или могуће 86399 у случају обрнуте преступне секунде, али се она никад до сада није десила).
Преступне секунде унапред најављује Међународни сервис за ротацију Земље и референцне системе који мери Земљину ротацију и одређује да ли је преступна секунда потребна. Преступне секунде се дешавају само на крају УТЦ месеца и до сада су само додате на крају 30. јуна и 31. децембра.

## Границе дана
За већину дневних животиња, укључујући Homo sapiens, дан природно почиње зором а завршава се заласком сунца. Људи су, са својим културолошким нормама и научним знањем, заменили природу са неколико различитих схватања граница дана. У Јудаизму и Јеврејској култури, дан почиње заласком сунца, пратећи Књигу о постању 1:5, и траје до следеће вечери. Средњовековна Европа је пратила ову традицију. Дани као што су Божићно вече, Ноћ вештица и вече Свете Агнес су остаци старих шаблона када су празници почињали вече раније. Садашња конвенција је да цивилни дан почиње у поноћ, тј. у 0:00, и траје пуна 24 часа до 24:00.
У Сједињеним Државама, ноћи се називају по претходним данима, нпр. „петак увече“ обично означава целу ноћ између између петка и суботе. Ово је супротно јеврејској шеми. Ова разлика од цивилног дана често води до конфузије. Догађаји који почињу у поноћ се често најављују као да се дешавају дан раније. ТВ водичи често стављају ноћне програме у претходни дан, иако програмирање Видео рикордери захтевају стриктну логику да нови дан почиње у 0:00. Изрази као што су „данас“, „јуче“ и „сутра“ постају двосмислени током ноћи.
Карте, улазнице итд. за један или неколико дана могу да важе до поноћи или до времена затварања, када је оно раније. Међутим, ако сервис, рецимо јавни превоз, ради од нпр. 6:00 до 01:00, последњи сат може да се рачуна као део претходног дана (такође и за аранжирање распореда). За сервисе који зависе од дана („затворено недељом“, „не пушта се петком“, итд.) постоји ризик од двосмислености. Као пример, за Холандску Железницу, дневна карта важи 28 сати, од 0:00 до 4:00 наредне вечери.

## Дан као мерна јединица
У метрологији (ознака d), дан је допуштена мерна јединица изван СИ (Међународни систем јединица), која одговара изворном трајању једног окрета Земље око њезине осе. Средњи сунчев дан траје 24  = 1 440  = 86 400 . Дан се као компонента календара дели на два променљива дела, обданицу и ноћ, чије дужине зависе од географске ширине и годишњег доба. Договорно је почетак дана у поноћ. Доба дана једнако је само на једноме подневнику (меридијану), а мења се са географском ширином. Због посебне важности за уређени живот, службено је време у неком географском подручју нормирано, с ослонцем на усклађено светско време (UTC), рачунато према времену на почетном меридијану, који пролази кроз опсерваторија у Гриничу крај Лондона.
Антички народи, почевши од Вавилонаца, делили су дан на 12 сати (по 2 наша сата); од краја средњега века усталила се подела дана на 24 сата, који се даље деле на минуте и на секунде. Да би се одредило вријеме (то јест положај неког догађаја у току дана), обично се броји два пута по 12 сати: од поноћи до поднева и од поднева до поноћи. Вавилонци и Индијци узимали су за почетак дана Сунчев излазак, а Жидови и муслимани Сунчев запад; Кинези, Египћани и Римљани – као и ми – узимали су за почетак дана поноћ.

## Имена дана
Сваки дан у недељи има своје име. При бројању дана почиње се од недеље, то јест од дана када се не ради. Дан који долази након недеље (по недељи) зове се понедељак; назив уторак потиче од старословенског vъtoryj (други, то јест други дан након недеље). Среда је названа по томе што се налази у средини недеље (седмице); четвртак и петак су четврти и пети дан недеље, док је назив субота преузет из хебрејског језика (šabbath), преко хришћанскога грчког и латинског. У неким европским језицима имена дана настајала су из обичаја да поједини дан у недељи буде посвећен неком божанству, односно небеском телу које се сматрало божанством. Тако су на пример називи за четвртак у романским језицима (итал. giovedὶ, франц. jeudi, шпан. jueves, рум. joi) настали од лат. dies Iovis, то јест Јупитеров дан; одговарајући германски називи (нем. Donnerstag, енгл. Thursday, швед. и дан. torsdag) настали су аналогијом према романским називима, када је германски бог-громовник Донар (Thunor, Thor) изједначен с римским громовником Јупитером.

## Спомендан
Спомендан, када се нешто слави, спомиње или када нечему долази рок: благдан (благ, то јест сретан дан), имендан, рођендан, смртни дан, венчани дан, дан мира, судњи дан и тако даље. Многострана је употреба речи дан у оквиру народног мишљења, обичаја и веровања. Народно празноверје разликује сретне и несретне дане (такозвани црни петак); израз добар дан код нас је, а и код многих других народа, вековима најраширенији поздрав и симболичан појам.

## Сунчево и звездано време
У свакодневном деловању најважније раздобље времена одређено је изменом светлости и таме (дневном изменом осунчења или инсолације). Положај Сунца на небеској сфери преставља казаљку помоћу које се установљује доба дана. Рачунање времена дана почиње у поноћ, у часу када се Сунце налази у доњој кулминацији. Сунчев дан (синодички дан) је време које протече између Сунчеве две узастопне истоветне кулминације (горње у подне или доње у поноћ). Слично томе, звездани дан (сидерички дан) је време у којем пуни окрет учини нека звезда, или тачније речено пролетна тачка. Сунчево време служи за свакодневне животне делатности. Знајући тренутак Сунчева времена, у стању смо да одредимо положај Сунца на небу. Звездано време је неопходно да би се одредио положај звезда, а осим у астрономији, примењује се у геодезији и навигацији.

### Звездано време
Казаљка звјезданог времена је пролетна тачка. Звездано време једнако је сатном углу пролетне тачке. Звездани дан почиње када се пролетна тачка налази у горњој кулминацији. Звездано време повезано је у сваком часу са сатним углом и ректасцензијом звезде. Оно је ограничено тиме на раздобље од 0 до 24 h. Звездано време тече онолико једнолико колико се једнолико Земља окреће. Ток звезданог времена одређен је само Земљином вртњом у односу на звезде. У току времена постоје мале промене. Разлози тих промена тројаки су вишеструки. Један је учинак плиме. При кретању плимних таласа долази до трења између водених маса и дна. Трењем се губи део кинетичке енергије ротације па се она успорава. Појава се очитује у столетним размацима. Затим, постоје сезонске промене брзине ротације, јер се зависно од годишњег добу мењају јачине и смерови ветрова те морских струја. Стога се ротација и успорава и убрзава у току године, зависно од тога помажу ли струјања Земљиној ротацији или одмажу. Трећи разлог крије се у кретањима у Земљиној унутрашњости и у физичком простору Земљине околине.
Сунчев дан задан је не само Земљином вртњом око властите осе, већ и Земљином годишњом путањом око Сунца. Притом Земља учини један окрет више око своје осе, с обзиром на пролетну тачку (или звезде) него с обзиром на Сунце. Обилажење око Сунца чини један додатни окрет Земље према систему звезда. То значи да ће број звезданих дана у Сунчевој (тропској) години бити за јединицу већи од броја Сунчевих дана у Сунчевој години :
( + 1) звездани дан = T Сунчев дан
где је T - Сунчева или тропска година која износи 365 d 5 h 48 min 46 s = 365,24219 d, па се добија:
1 звездани дан = 
Звездани дан дели се сам по себи у 24 h звезданог времена, а сати, минуте и секунде звезданог времена такође трају краће од сата, минута и секунди Сунчевог времена:
1 звездани сат = 
1 звездана минута = 
Звездано време зависи од тога у којем се годишњем добу налазимо. Оног часа када је Сунце у пролетној тачки с којом заједно пролази кроз горњу кулминацију подне је (12 h Сунчева времена), али истодобно је и почетак звезданог дана (0 h звезданог времена). Наредног ће се дана Сунце наћи источније од пролетне тачке, јер оно међу звездама одмиче на исток, па ће у дневној вртњи неба „заостајати“ за звездама и касније проћи него пролетна тачка. Када угао између сатног угла пролетне тачке и Сунца порасте на 90° (почетак лета), звездано ће време бити „млађе“ од Сунчевог за 6 h; када порасте на 180° (почетак јесени), звездано време једнако је Сунчевом; када разлика досегне 270° (почетак зиме), звездано ће време бити за 6 h „старије“ од Сунчевог.

### Средњи сунчев дан
Сунце се не креће једноликом брзином по еклиптици, а еклиптика се не подудара с небеским екватором. По еклиптици се Сунце не креће једнолико, јер његово привидно кретање само одражава право кретање Земље око Сунца; Земља се по еклиптичној стази креће промењивом брзином. Стога Сунце не прелази сваког дана једнаке углове по еклиптици. Сунце исто мења своју угаону удаљеност од небеског екватора. То значи да оно осим кретања упоредо с небеским екватором изводи још и кретање у смеру нормалном на екватор. На пример, дан после почетка пролећа, Сунце ће се наћи нешто северније од небеског екватора. Дневни помаци на север или на југ од небеског екватора највећи су у доба равнодневница, а у доба око солстиција Сунце се креће упоредо с небеским екватором. То значи, и када би се Сунце еклиптиком и кретало равномерно, његова се пројекција на небески екватор не би кретала равномерно.
Прави сунчеви дани не трају зато једнако. Средњи сунчев дан (или напросто дан) је просек свих правих сунчевих дана у току тропске или Сунчеве године. Данас се трајање средњег Сунчевог дана прати помоћу атомских сатова. Године 1967. договорено је да се уместо секунде одређене из кретања Земље, као јединица времена искористи атомска секунда или секунда одређена атомским сатом. Та је секунда повезана с трајањем тропске или Сунчеве године 1900. Секундом се сматра раздобље времена који је био 31 556 925,9747 пута садржан у тој тропској години. Како се дужина дана и тропске године с временом мењају, то се ради усклађења времена дана с календаром убацује у календарски дан додатна (прекобројна) секунда. Задњих декада дужина соларног дана на Земљи је била око 86 400.002 секунди

### Једначина времена
Природне појаве, као што су излазак и залазак Сунца, те горња кулминација (право месно подне), зависе од кретања правог Сунца. Да би се тренутак дана повезао са сатном кружницом на којој се налази Сунце, установљена је разлика правог и средњег Сунчева времена. Разлика је позната под називом једначина времена:
једначина времена = право сунчево време - средње сунчево време

### Средње сунчево време
Пошто се свако време, и звездано и Сунчево, мери сатним углом (у односу на меридијан посматрача), оно је локалног карактера. Свака географска дужина има своје време. Ако је код нас подне, западно од нас је још јутро, а источније од нас поподне. Сваких 15° географске дужине доноси разлику месних времена од 1 сат. Зато је на некој географској дужини λ, средње сунчево време једнако:
Код источних географских дужина предзнак је позитиван, код западних негативан. Светско или универзално време  (енг. Universal Time) средње је сунчево време на 0° меридијану или гриничком меридијану. Географску дужину λ треба изразити у временским јединицама користећи следеће односе: 1 h = 15°; 1 min = 15'; 1 s = 15"; 1° = 4 min; 1' = 4 s; 1" = 0,066 s.

### Координирано светско време
У друштвеним заједницама успостављено је појасно или зонско време. Уместо да се свако место равна по својем средњем Сунчевом времену које започиње у месну поноћ, читаве државе или њихови делови имају заједничко време. Цела је Земља расподељена на 24 временске зоне или појаса. Средишњи меридијани временске зоне размакнути су за 15°. Унутар сваке зоне поштује се јединствено време. Поједине државе су увеле и летно рачунање времена (енг. Daylight saving time или DST), којим се током летњих месеци, казаљке пребацују обично за један сат унапријед у односу на координирано светско време (енг. Coordinated Universal Time или UTC). На Балкану се примењује средњоевропско време или UTC+1 (тачније речено средњоевропско зимско време), које је одређено средњим Сунчевим временом за источну земљописну дужину од 15° E, а од 1983. примењује се и летње рачунање времена. Када се жели исказати временски след појава опажаних на различитим земљописним дужинама, као и праве временске разлике, тренутак времена изражава се помоћу координираног светског времена UTC.

### Право сунчево време
Односи правог и средњег Сунчевог времена, месног и зонског, се користе када се жели сазнати колико је сати у тренутку правог времена. Грађанско време које се примењује је средње сунчево време само за одређени меридијан. На Балкану је то 15° Е меридијан. На локацији која је 1° источније, на 16° Е меридијану средње време ће бити за 4 минуте „старије“ (средњем Сунчевом времену треба додати 4 минуте).

### Датумска граница
Тренутак поноћи у некој временској зони одељује прошли дан од идућег дана. Дакле, постоји једна природна граница датума (надневка) која се непрестано покреће од временске зоне до зоне. Зато на Земљи мора постојати још једна граница датума, јер два подручја на Земљи, која истодобно имају два различита датума, морају се сучељавати на две, а не само на једној граници. Зато је постављена чврста датумска граница, и то у најмање насељеном подручју Тихог океана. С обе стране границе исто је време у дану, јер је једнака осунчаност, али се сусрећу два различита датума. Изводи се правило да приликом преласка датумске границе треба један дан одузети путује ли се са запада на исток, а додати један дан путује ли се с истока на запад. Путовањем на исток путник залази у подручје све „старијег“ дана, мора помицати сатну казаљку непрестано унапријед, па на читавом кругу око Земље напуни један дан. Зато стекне један дан више, па се при преласку датумске границе мора одбити.